# Palazzo di Giustizia (Chiavari)
Il Palazzo di Giustizia di Chiavari è uno storico edificio della città di Chiavari nella città metropolitana di Genova.

## Storia
L'edificio venne eretto nel 1886 secondo il progetto dell'architetto Giuseppe Partini. Fu costruito sul luogo dell'antica "Cittadella" del Quattrocento, costruita dalla Repubblica di Genova come concentrazione del potere civile e militare, di cui rimane ancora visibile la torre merlata del 1537, oggi inglobata nel palazzo.
L'edificio ha svolto la funzione di palazzo di giustizia fino al 2013, quando venne dismesso a seguito del completamento di un nuovo palazzo di giustizia, un modernissimo edificio in vetro e cemento su progetto dell'architetto Giuseppe Canessa situato accanto alla locale casa circondariale. La nuova riforma sulle sedi giudiziarie avviate dal governo centrale ha però causato un fermo a tale spostamento per la decisione di soppressione del tribunale chiavarese con il successivo accorpamento dell'attività giudiziaria presso il tribunale di Genova.

## Descrizione
Il palazzo, di stile neogotico toscano, si affaccia sulla centrale piazza Mazzini. La divisione in tre piani dell'edificio è resa evidente, in facciata, dalla presenza di cornici marcapiano. La facciata, simmetrica, è intervallata da aperture a bifora, sette per piano, ed è sormontata da una merlatura ghibellina e da una torre dell'orologio.
Di fronte al palazzo è collocato un monumento bronzeo di Giuseppe Mazzini, realizzato dallo scultore Augusto Rivalta nel 1888.

## Galleria d'immagini

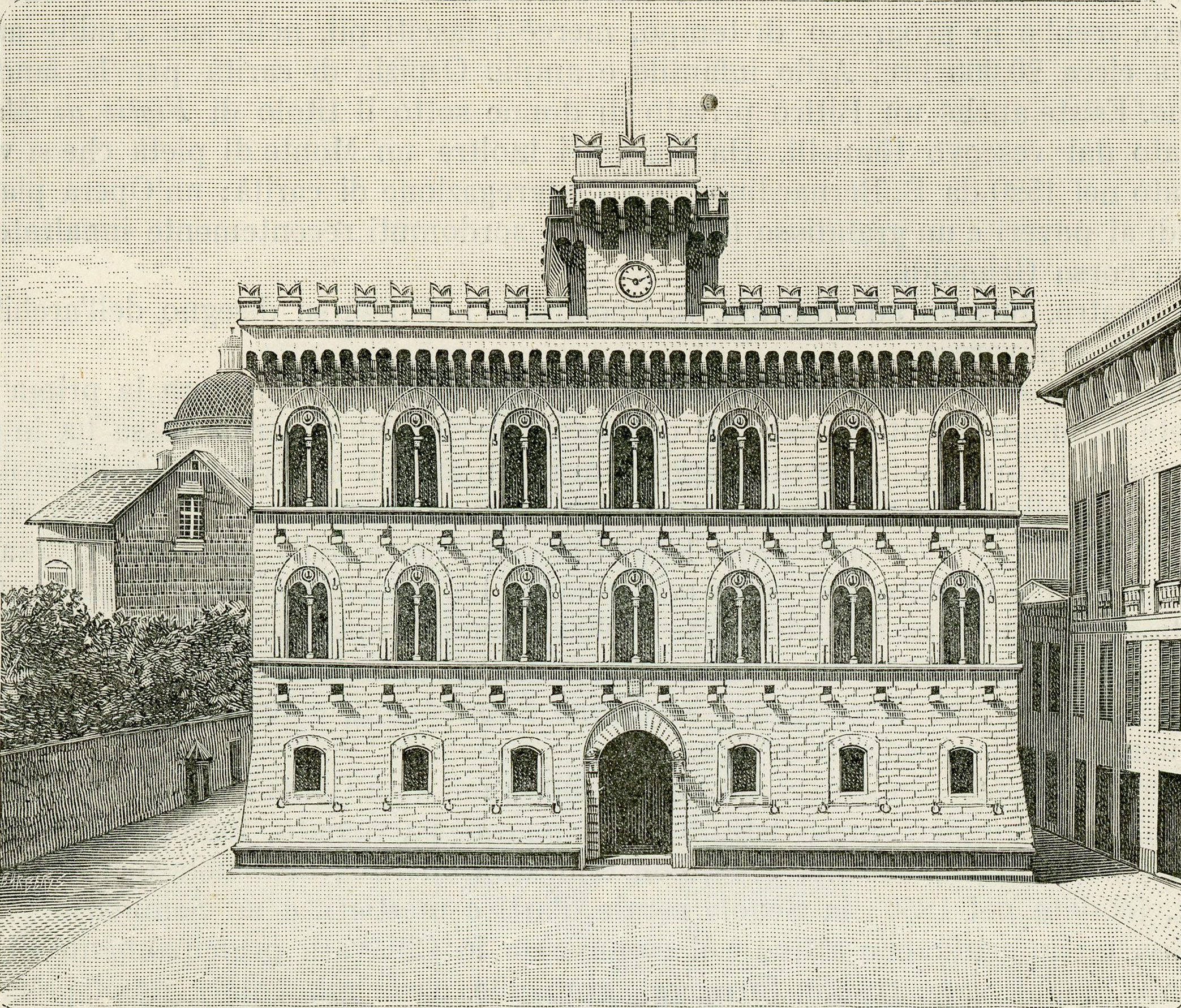
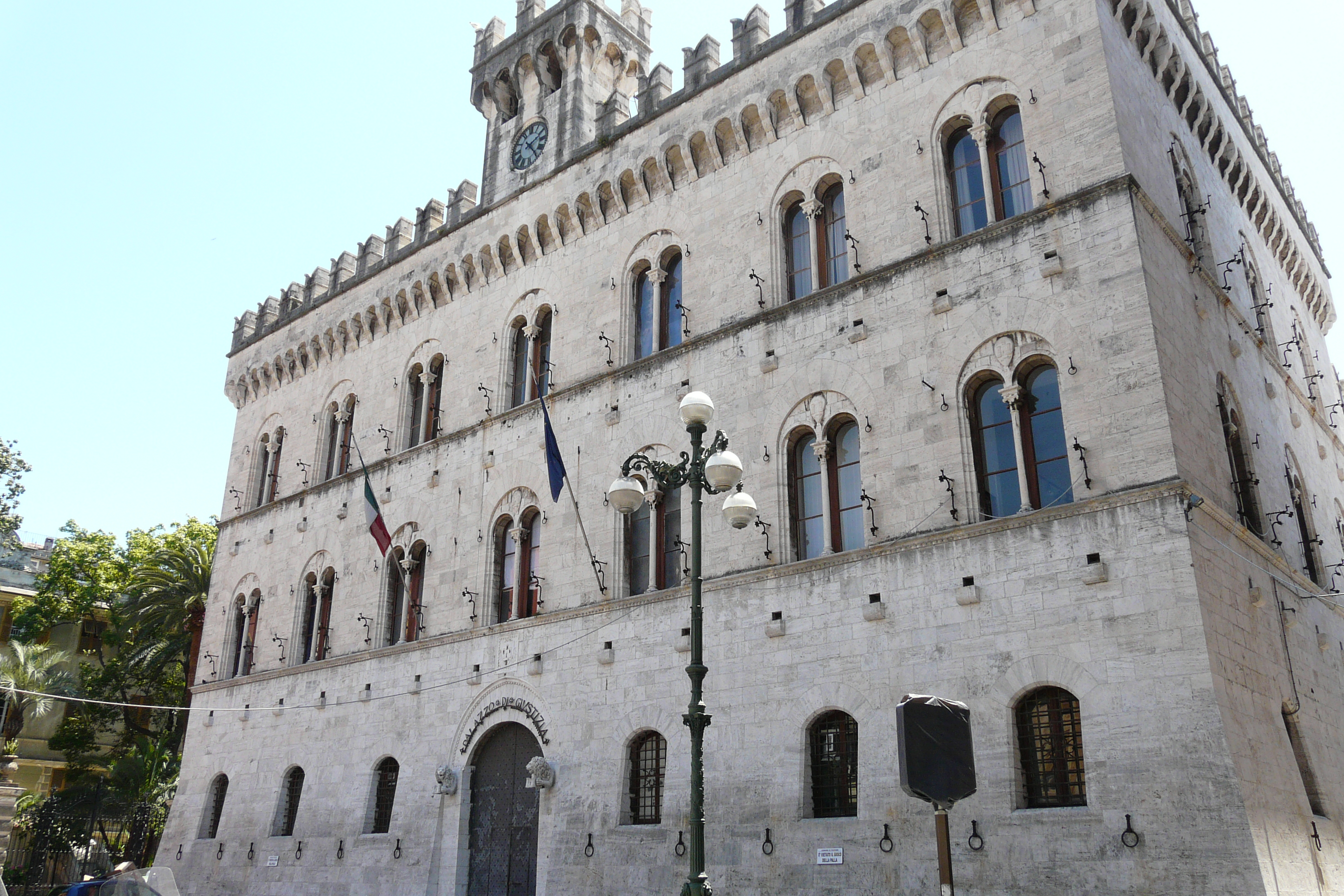
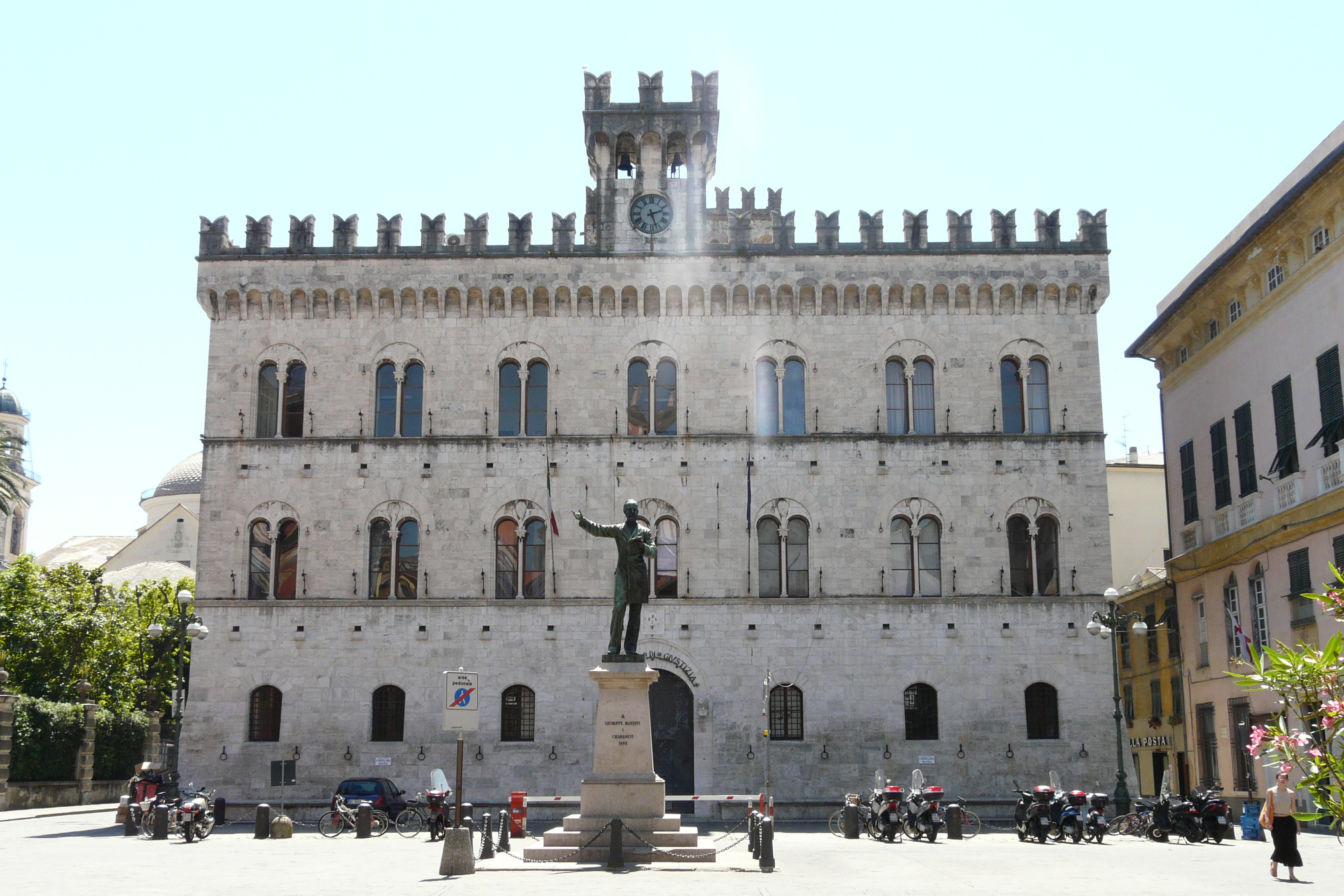